# Blackout (canción de Emilia, Tini y Nicki Nicole)
«Blackout» (estilizado como «blackout 🧊») es una canción de las cantantes argentinas Emilia, Tini y Nicki Nicole. Fue lanzada el 25 de marzo de 2025, a través de Sony Music Latin, como el segundo sencillo del extended play (EP) debut de Emilia, Perfectas. La canción fue escrita por las tres artistas junto con Andrés Torres, Duki, FMK, Mauricio Rengifo, Zecca y Big One, y producida por este último.

## Antecedentes
El 11 de marzo de 2025, Emilia compartió un fragmento de una próxima canción a través de TikTok. Durante los siguientes días, las tres artistas publicaron fotos en sus respectivas redes sociales sosteniendo un ventilador portátil, insinuando que la canción sería una colaboración entre ellas tres. Emilia anunció la canción el 21 de marzo en sus redes sociales.

## Videoclip
El videoclip de «Blackout» fue lanzado junto con la canción. El video toma lugar en un almacén de ventiladores durante una ola de calor, donde las tres artistas seducen a los clientes y estos se «derriten» por ellas.

## Posicionamiento en listas
| Lista (2025)                      | Posición más alta |
| --------------------------------- | ----------------- |
| América Latina (Monitor Latino)   | 8                 |
| Argentina (Argentina Hot 100)     | 1                 |
| Argentina (CAPIF)                 | 1                 |
| Argentina (Monitor Latino)        | 1                 |
| Bolivia (Monitor Latino)          | 6                 |
| Chile (Monitor Latino)            | 1                 |
| Ecuador (Monitor Latino)          | 1                 |
| España (PROMUSICAE)               | 8                 |
| Latin Pop Airplay (Billboard)     | 24                |
| Mundo (Billboard Global Excl. US) | 119               |
| Nicaragua (Monitor Latino)        | 12                |
| Panamá (PRODUCE)                  | 2                 |
| Perú (Monitor Latino)             | 11                |
| Uruguay (Monitor Latino)          | 5                 |

## Certificaciones
| País   | Organismo certificador | Certificación | Ventas certificadas | Ref.   |
| ------ | ---------------------- | ------------- | ------------------- | ------ |
| España | PROMUSICAE             | Platino       | 100 000             | [ 16 ] |